# Olethreutes
Olethreutes är ett släkte av fjärilar som beskrevs av Jacob Hübner 1822. Olethreutes ingår i familjen vecklare.

## Bildgalleri

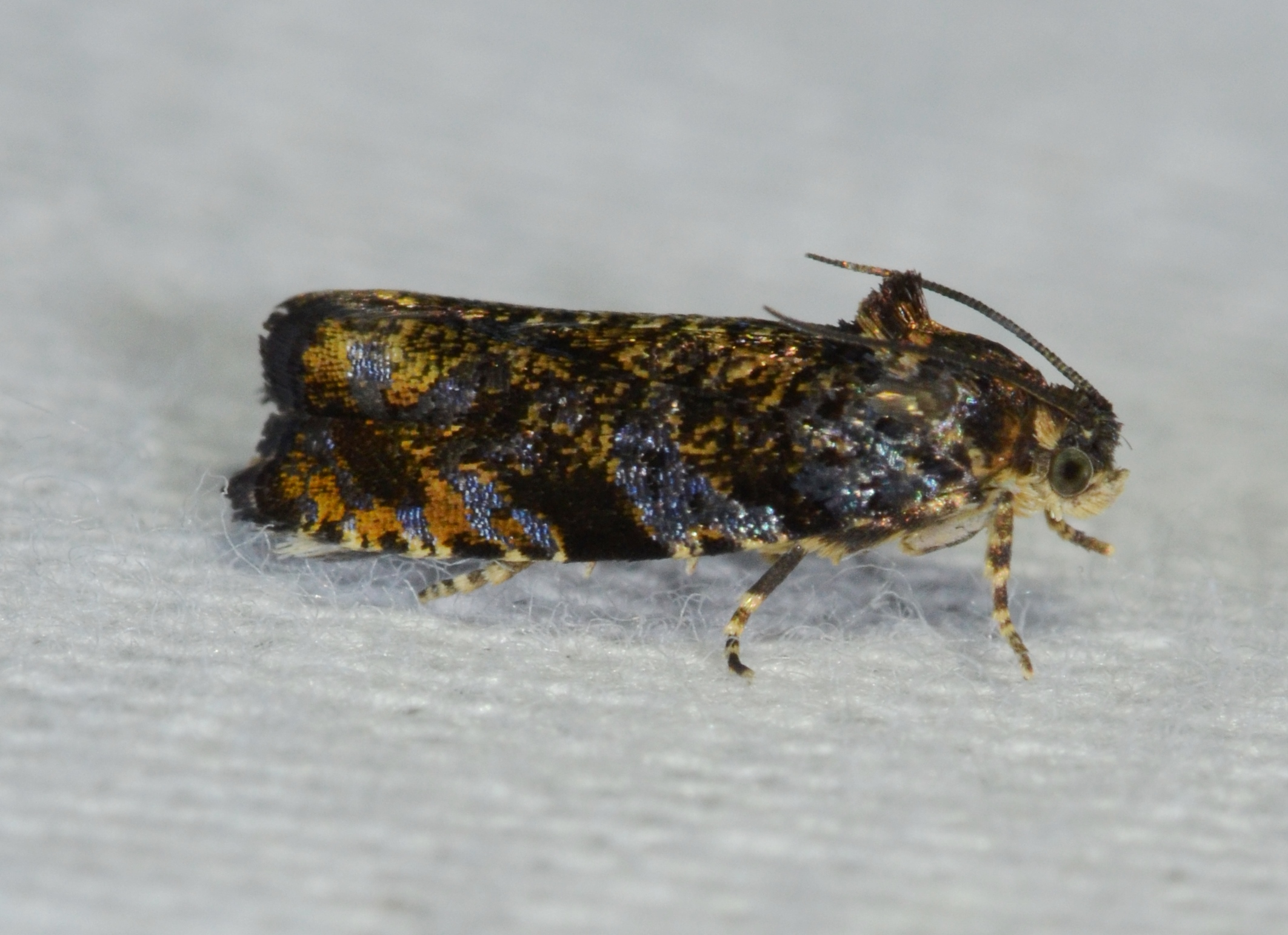
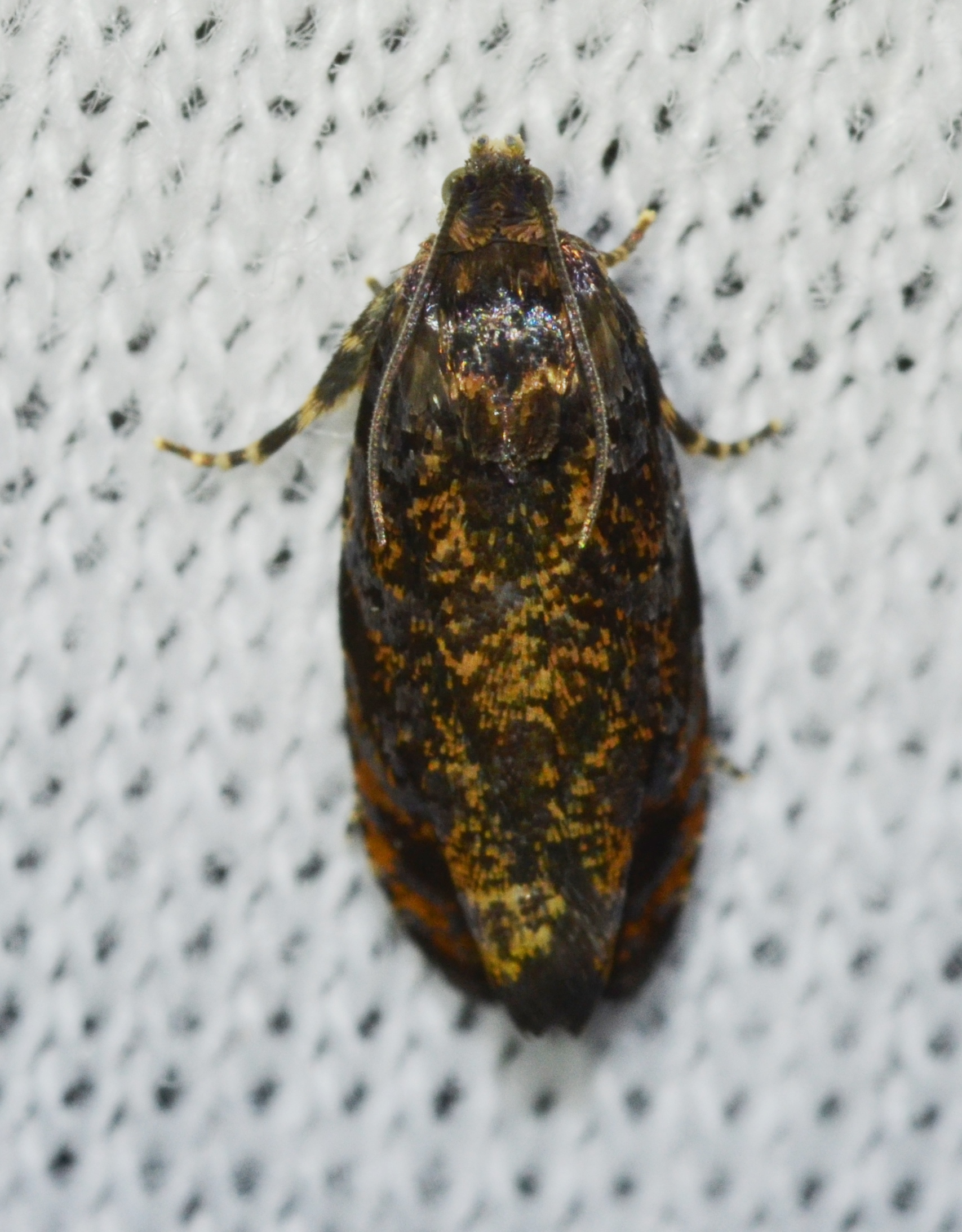
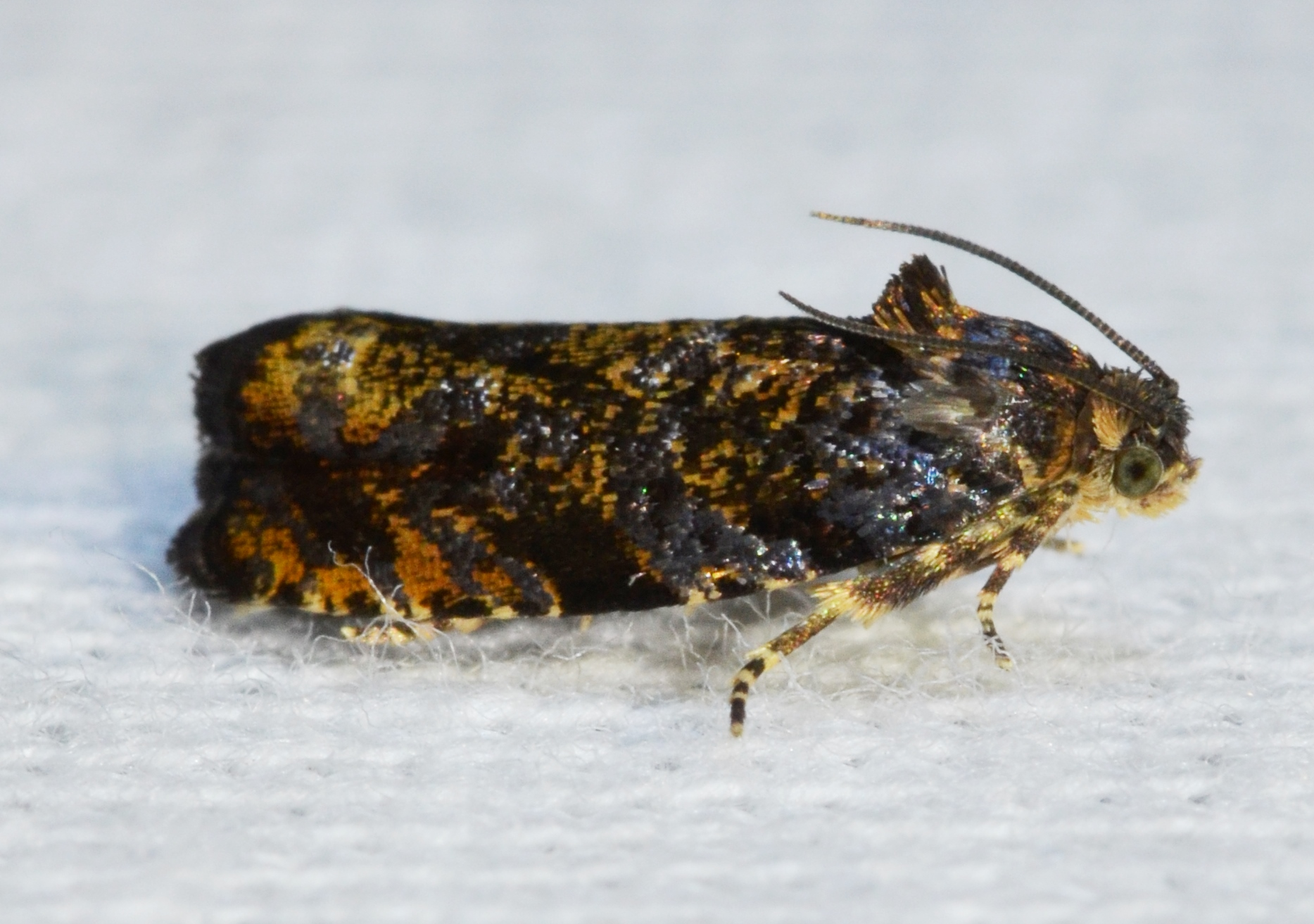
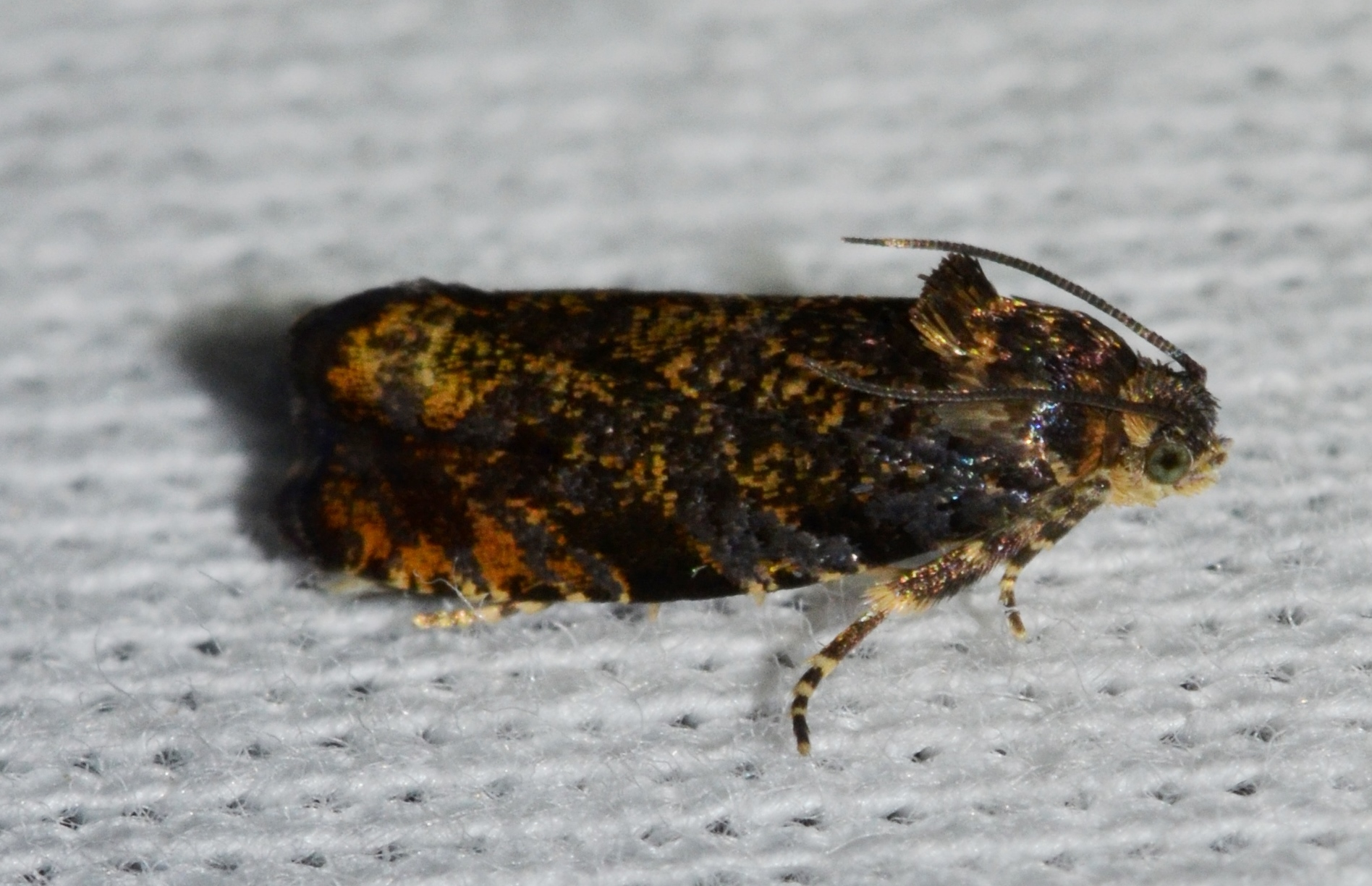
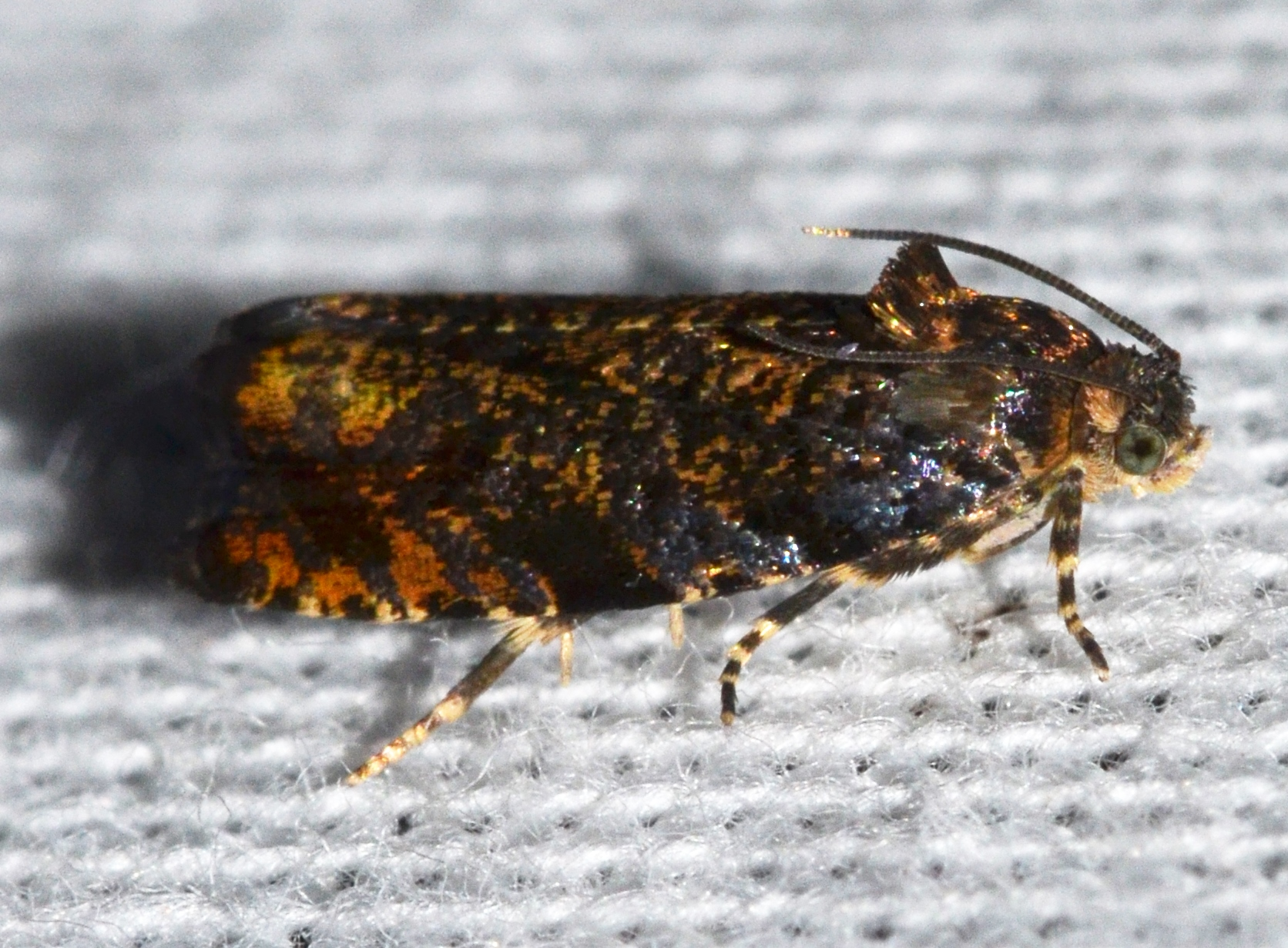
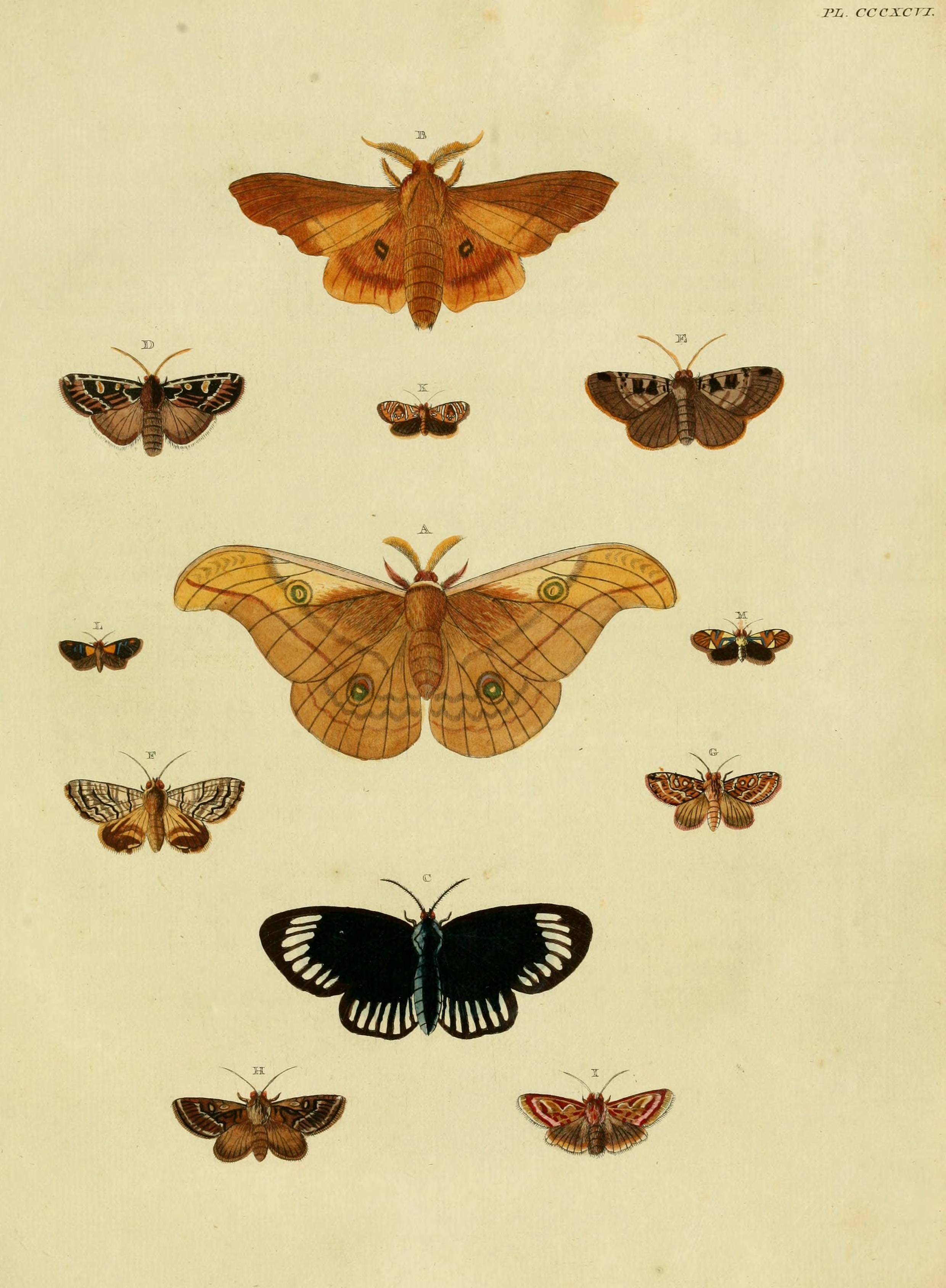

## Dottertaxa tillOlethreutes, i alfabetisk ordning[1][2]
- Olethreutes aeolantha
- Olethreutes agatha
- Olethreutes agilana
- Olethreutes agnota
- Olethreutes ahrensiana
- Olethreutes albiciliana
- Olethreutes albidula
- Olethreutes albipalpis
- Olethreutes albofasciatum
- Olethreutes aliana
- Olethreutes alternana
- Olethreutes amurensis
- Olethreutes andromedana
- Olethreutes anisorrhopa
- Olethreutes anthracana
- Olethreutes appalachianum
- Olethreutes appendiceum
- Olethreutes arcuana
- Olethreutes arcuella
- Olethreutes argyroelana
- Olethreutes astrana
- Olethreutes astrologana
- Olethreutes atactodes
- Olethreutes atrodentana
- Olethreutes aurana
- Olethreutes auricapitana
- Olethreutes baccatanum
- Olethreutes balanacma
- Olethreutes bentleiana
- Olethreutes betulana
- Olethreutes bicoloranum
- Olethreutes bicornutana
- Olethreutes bidentata
- Olethreutes bipartitana
- Olethreutes bipunctana
- Olethreutes bolandanum
- Olethreutes boreana
- Olethreutes bowmanana
- Olethreutes brevirostratum
- Olethreutes brevisecta
- Olethreutes brunneopurpuratum
- Olethreutes buckellana
- Olethreutes cacuminana
- Olethreutes caesialbana
- Olethreutes calchantis
- Olethreutes cana
- Olethreutes canofascia
- Olethreutes captiosana
- Olethreutes carolana
- Olethreutes caryactis
- Olethreutes caryocryptis
- Olethreutes castaneanum
- Olethreutes castorana
- Olethreutes cataphracta
- Olethreutes cauquenensis
- Olethreutes cenchropis
- Olethreutes cerographa
- Olethreutes chalybeana
- Olethreutes circumplexa
- Olethreutes clavana
- Olethreutes comandranum
- Olethreutes conchopleura
- Olethreutes concinnana
- Olethreutes connectum
- Olethreutes constellatana
- Olethreutes cornanum
- Olethreutes coronana
- Olethreutes coruscana
- Olethreutes corylana
- Olethreutes costimaculana
- Olethreutes cyanophaea
- Olethreutes cybicopa
- Olethreutes cycladica
- Olethreutes daleana
- Olethreutes dealbana
- Olethreutes decidua
- Olethreutes decisana
- Olethreutes delitana
- Olethreutes delphinosema
- Olethreutes deprecatoria
- Olethreutes devotana
- Olethreutes diallacta
- Olethreutes dilutifuscana
- Olethreutes doctrinalis
- Olethreutes dolosana
- Olethreutes edleriana
- Olethreutes electana
- Olethreutes electrias
- Olethreutes electrofuscum
- Olethreutes euryopis
- Olethreutes eurypolia
- Olethreutes exaeresimum
- Olethreutes examinata
- Olethreutes exaridanus
- Olethreutes exilis
- Olethreutes exoletum
- Olethreutes faceta
- Olethreutes fagigemmaeana
- Olethreutes fasciatana
- Olethreutes ferriferana
- Olethreutes ferrolineana
- Olethreutes ferruginea
- Olethreutes ferrugineanum
- Olethreutes fimbripedana
- Olethreutes flammanus
- Olethreutes flava
- Olethreutes foedana
- Olethreutes footiana
- Olethreutes fraternanum
- Olethreutes fraudulentana
- Olethreutes fulvifrontana
- Olethreutes furfuranum
- Olethreutes fuscalbana
- Olethreutes fuscociliana
- Olethreutes galaxana
- Olethreutes galevora
- Olethreutes gaylussaciana
- Olethreutes gemmifera
- Olethreutes glaciana
- Olethreutes glitranana
- Olethreutes gordiana
- Olethreutes gratiosana
- Olethreutes griseoalbanum
- Olethreutes groenlandicana
- Olethreutes guiana
- Olethreutes gutturalis
- Olethreutes hamameliana
- Olethreutes hedrotoma
- Olethreutes heinrichana
- Olethreutes heliophanes
- Olethreutes helvomaculana
- Olethreutes hemeropis
- Olethreutes hemiplaca
- Olethreutes hieroglypta
- Olethreutes hilaraspis
- Olethreutes hippocastanum
- Olethreutes holodesma
- Olethreutes humeralis
- Olethreutes hyalitis
- Olethreutes hydrangeana
- Olethreutes hygrantis
- Olethreutes impolita
- Olethreutes ineptana
- Olethreutes informalis
- Olethreutes inornatana
- Olethreutes inquietana
- Olethreutes intermistana
- Olethreutes interrupta
- Olethreutes iorrhoa
- Olethreutes irina
- Olethreutes irriguana
- Olethreutes irrorea
- Olethreutes isodoxa
- Olethreutes isopercna
- Olethreutes jivaarana
- Olethreutes kamtshadala
- Olethreutes kennethana
- Olethreutes kononenkoi
- Olethreutes lacunanum
- Olethreutes lambergiana
- Olethreutes laurentiana
- Olethreutes leveri
- Olethreutes magadana
- Olethreutes major
- Olethreutes malana
- Olethreutes meanderana
- Olethreutes mediopartitum
- Olethreutes meifengensis
- Olethreutes melanomesum
- Olethreutes mengelana
- Olethreutes merrickanum
- Olethreutes metallicana
- Olethreutes micantana
- Olethreutes microplaca
- Olethreutes milichopis
- Olethreutes miltoxantha
- Olethreutes minaki
- Olethreutes mixanthes
- Olethreutes mochana
- Olethreutes moderata
- Olethreutes molybdachtha
- Olethreutes monetiferanum
- Olethreutes mori
- Olethreutes morivora
- Olethreutes murina
- Olethreutes myricana
- Olethreutes mysteriana
- Olethreutes nananum
- Olethreutes nebulosana
- Olethreutes nigranum
- Olethreutes nigricrista
- Olethreutes niphodelta
- Olethreutes niphostetha
- Olethreutes nitidana
- Olethreutes nomas
- Olethreutes nordeggana
- Olethreutes nortana
- Olethreutes notata
- Olethreutes nubicincta
- Olethreutes obovata
- Olethreutes obscura
- Olethreutes obsoletana
- Olethreutes ochromediana
- Olethreutes ochrosuffusanum
- Olethreutes olivaceana
- Olethreutes olorina
- Olethreutes orestera
- Olethreutes ornatana
- Olethreutes orthocosma
- Olethreutes osmundana
- Olethreutes pachypleura
- Olethreutes permundana
- Olethreutes phyllodoxa
- Olethreutes pinetana
- Olethreutes placida
- Olethreutes platymolybdis
- Olethreutes platyzona
- Olethreutes plumbosana
- Olethreutes polluxana
- Olethreutes polymorpha
- Olethreutes pontifraga
- Olethreutes porphyrana
- Olethreutes primariana
- Olethreutes protocyma
- Olethreutes punctanum
- Olethreutes puncticostana
- Olethreutes quadrifidum
- Olethreutes quebecense
- Olethreutes quinquefasciana
- Olethreutes regularis
- Olethreutes restinctana
- Olethreutes rhetorica
- Olethreutes rhodochranta
- Olethreutes rosaochreana
- Olethreutes rusticanum
- Olethreutes sardiodes
- Olethreutes sayonae
- Olethreutes schoenerrhana
- Olethreutes schulziana
- Olethreutes sciotanum
- Olethreutes scolecitis
- Olethreutes semicirculana
- Olethreutes semicremana
- Olethreutes septentrionana
- Olethreutes sericoranum
- Olethreutes siderana
- Olethreutes similisana
- Olethreutes solaris
- Olethreutes sordidana
- Olethreutes sphaerocosmana
- Olethreutes stagnicolana
- Olethreutes streblopa
- Olethreutes subelectana
- Olethreutes submissanum
- Olethreutes subnubilum
- Olethreutes subtilana
- Olethreutes sudetana
- Olethreutes symplecta
- Olethreutes tenebricum
- Olethreutes tephrea
- Olethreutes terminanum
- Olethreutes tessellana
- Olethreutes thermopetra
- Olethreutes tilianum
- Olethreutes transversana
- Olethreutes trepidulum
- Olethreutes trinitana
- Olethreutes troglodanum
- Olethreutes tsutavora
- Olethreutes turfosana
- Olethreutes usticana
- Olethreutes valdanum
- Olethreutes varregana
- Olethreutes versicolorana
- Olethreutes viburnanum
- Olethreutes vinculigera
- Olethreutes yama
- Olethreutes zebrawskii
- Olethreutes zelleriana
- Olethreutes zinkenana